# Saint-Denis (Sekwana-Saint-Denis)
Saint-Denis (wymowaⓘ) – miejscowość i gmina we Francji, w regionie Île-de-France, w departamencie Sekwana-Saint-Denis.
Według danych na rok 2013 gminę zamieszkiwało 109 343 osób, a gęstość zaludnienia wynosiła 8847 osób/km² (wśród 1287 gmin regionu Île-de-France Saint-Denis plasuje się na 5. miejscu pod względem liczby ludności, natomiast pod względem powierzchni na miejscu 264.).
Miasto słynie z gotyckiej bazyliki Saint-Denis oraz stadionu olimpijskiego Stade de France. Znajdują się tutaj dwie stacje kolejowe: Gare de Saint-Denis i Gare du Stade de France – Saint-Denis.
W 2024 w mieście otwarto Olimpijskie Centrum Wodne, w którym podczas Letnich Igrzysk Olimpijskich 2024 odbyły się konkurencje pływania synchronicznego, skoków do wody i piłki wodnej.

## Miasta partnerskie
- Kordoba, Hiszpania
- Gera, Niemcy
- North Lanarkshire, Wielka Brytania
- Porto Alegre, Brazylia
- Sesto San Giovanni, Włochy
- Tuzla, Bośnia i Hercegowina

## Bibliografia

Położenie Saint-Denis w ramach aglomeracji paryskiej